# Dwór w Białkowie
Dwór w Białkowie – zabytkowy dwór na północnym skraju wsi Białków, w powiecie słubickim na terenie województwa lubuskiego.

## Opis
Wzniesiony został z funduszy Friedricha Bogislava von Tauenstein, ówczesnego właściciela dóbr we wsi Białków. Przedsięwzięcie związane z budową i wystrojem wnętrza realizował mistrz murarski Johann Carl Scholtz z Liebthal.
Po 1945 własność państwowa administrowana przez miejscowy PGR. W latach 1967–1972 przeprowadzono modernizację i remont obiektu z adaptacją na szkołę. Funkcję tę pełni do dzisiaj.